# Jaap van Zweden

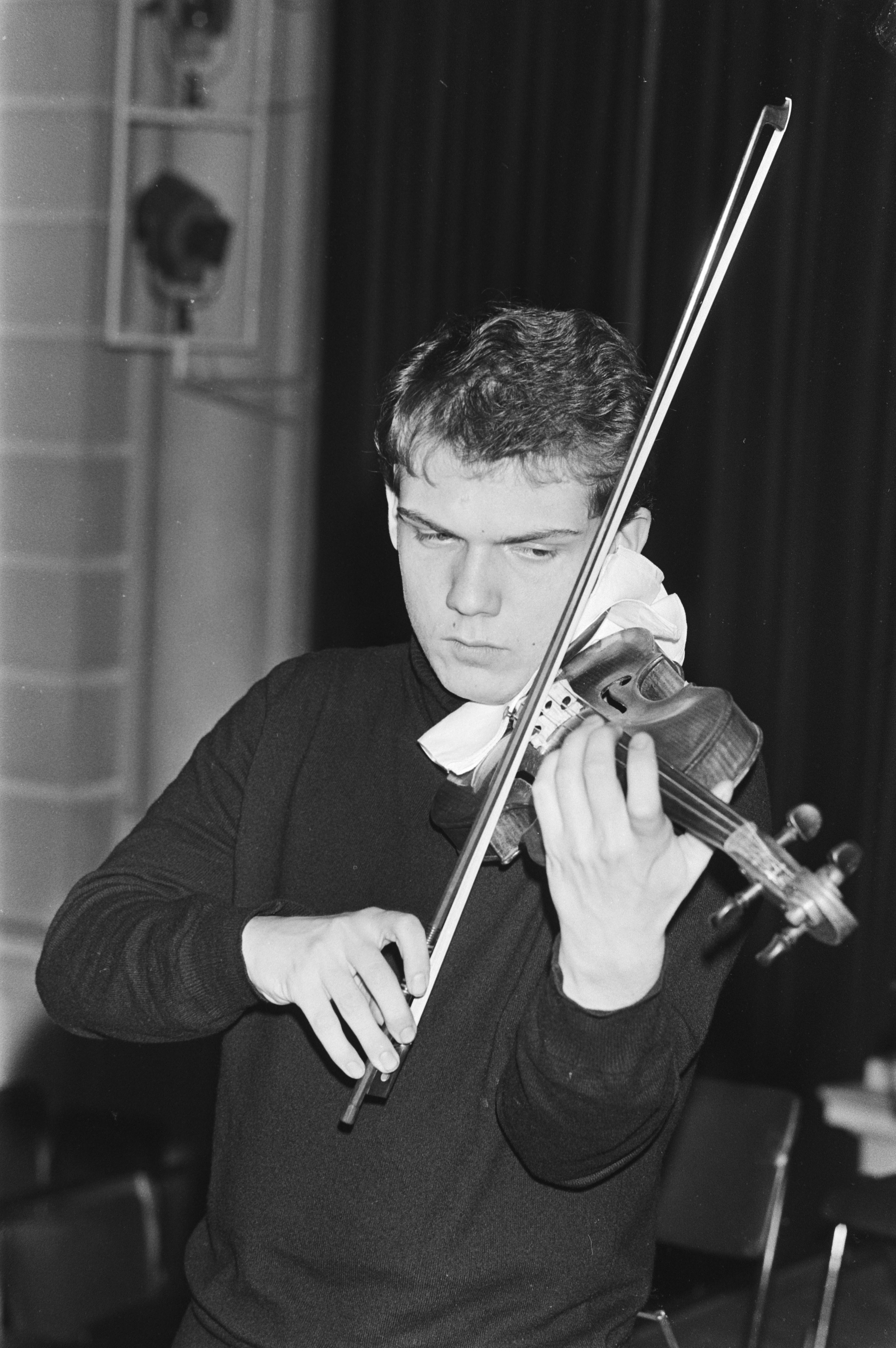
Violinist Jaap van Zweden (1981)

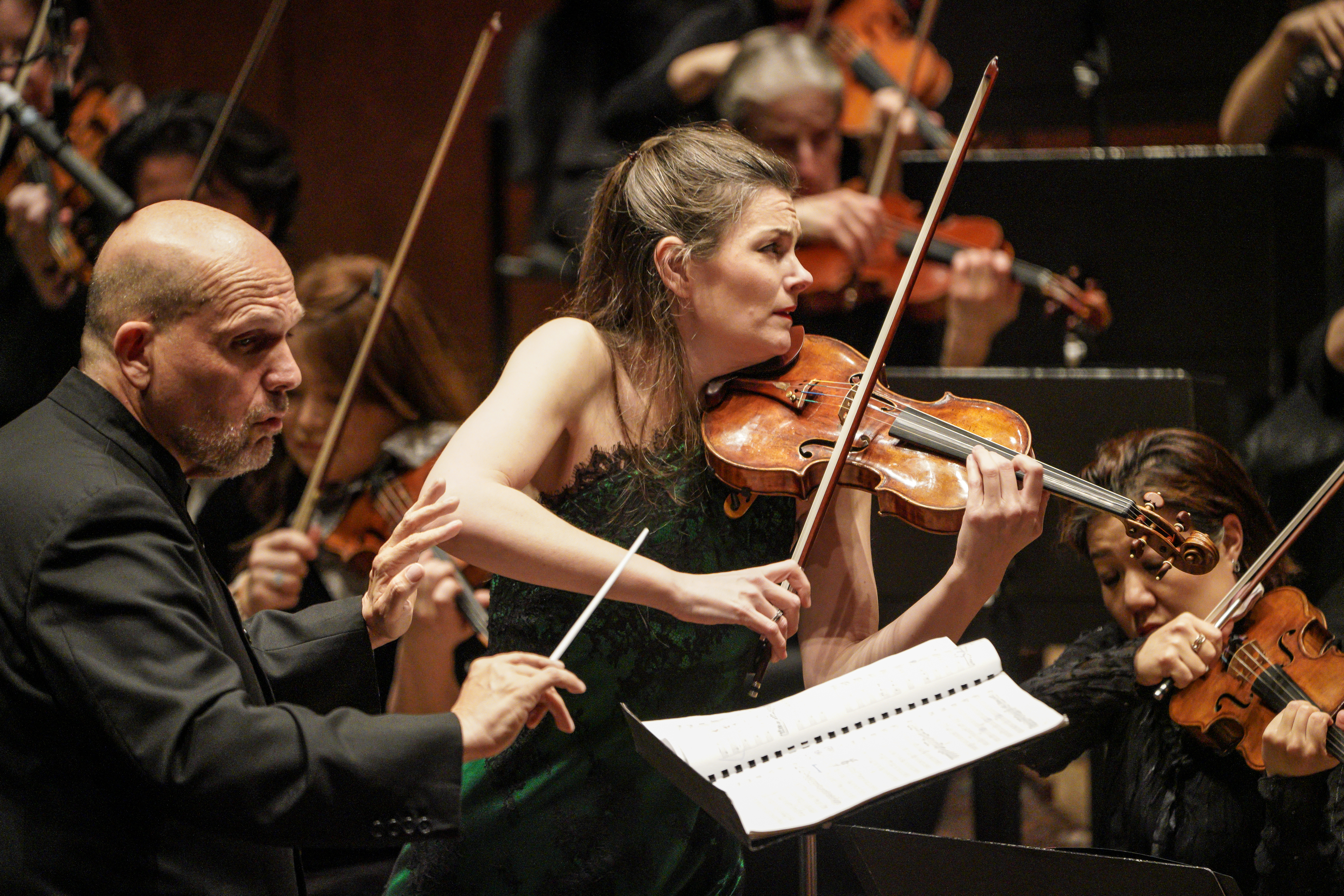
Dirigent Jaap van Zweden und Violinistin Janine Jansen (2020)

Jaap van Zweden SBS (* 12. Dezember 1960 in Amsterdam) ist ein niederländischer Violinist und Dirigent.

## Karriere
Jaap van Zweden erhielt Violinunterricht am Konservatorium von Amsterdam. Er begann seine aktive Laufbahn 1979, wo er bereits im Alter von 18 Jahren einer der Konzertmeister des Concertgebouw-Orchesters Amsterdam wurde. Die Position hatte er bis 1991 inne. Anschließend war er Dirigent in verschiedenen europäischen Ländern, so unternahm er zum Beispiel Tourneen mit dem Mozarteum-Orchester Salzburg und dem israelischen Kammerorchester. 
Von 1996 bis 2000 war er Chefdirigent des Netherlands Symphony Orchestra, mit dem er Konzertreisen nach England und in die USA unternahm. Das Residenz Orchester Den Haag leitete er von 2000 bis 2005, seither ist er Ehrendirigent des Orchesters. Von 2005 bis 2010 war Jaap van Zweden Chefdirigent und künstlerischer Leiter der beiden niederländischen Rundfunkorchester. 
Von 2008 bis 2012 hatte er Verträge als Chefdirigent des Philharmonischen Orchesters Antwerpen und als künstlerischer Leiter des Dallas Symphony Orchestra. Seit 2012 (bis 2024) ist er Musikdirektor des Hong Kong Philharmonic Orchestra. Mehrere Jahre war er in Dallas der bestverdienende Orchesterleiter in den USA, zuletzt nachgewiesen für die Saison 2015/16. 2018 wurde er Chefdirigent der New Yorker Philharmoniker, ein Amt, das er zum Ende der Saison 2023/24 abgab. Seit Januar 2024 leitet er das Philharmonische Orchester Seoul. Er ist ein gefragter Gastdirigent verschiedener international renommierter Orchester.

## Kritik
Im Mai 2025 berichtete die niederländische Investigativsendung Pointer über Anschuldigungen von mehr als fünfzig Musikern, die grenzüberschreitendes Verhalten und Einschüchterungen durch Van Zweden in mehreren Orchestern beschrieben. Die Quellen gaben an, dass einige Musiker Medikamente einnahmen oder sich krankmeldeten, um die Arbeit mit ihm zu vermeiden. Van Zweden räumte ein, anspruchsvoll zu sein, erklärte aber, dies dürfe niemals eine Arbeitsumgebung entschuldigen, die „Spannungen oder den Einsatz von Beruhigungsmitteln“ verursache. Er äußerte sich schockiert über die Anschuldigungen und zeigte sich offen für Kritik an seinen Methoden.